# Franz Joseph zu Hohenlohe-Schillingsfürst

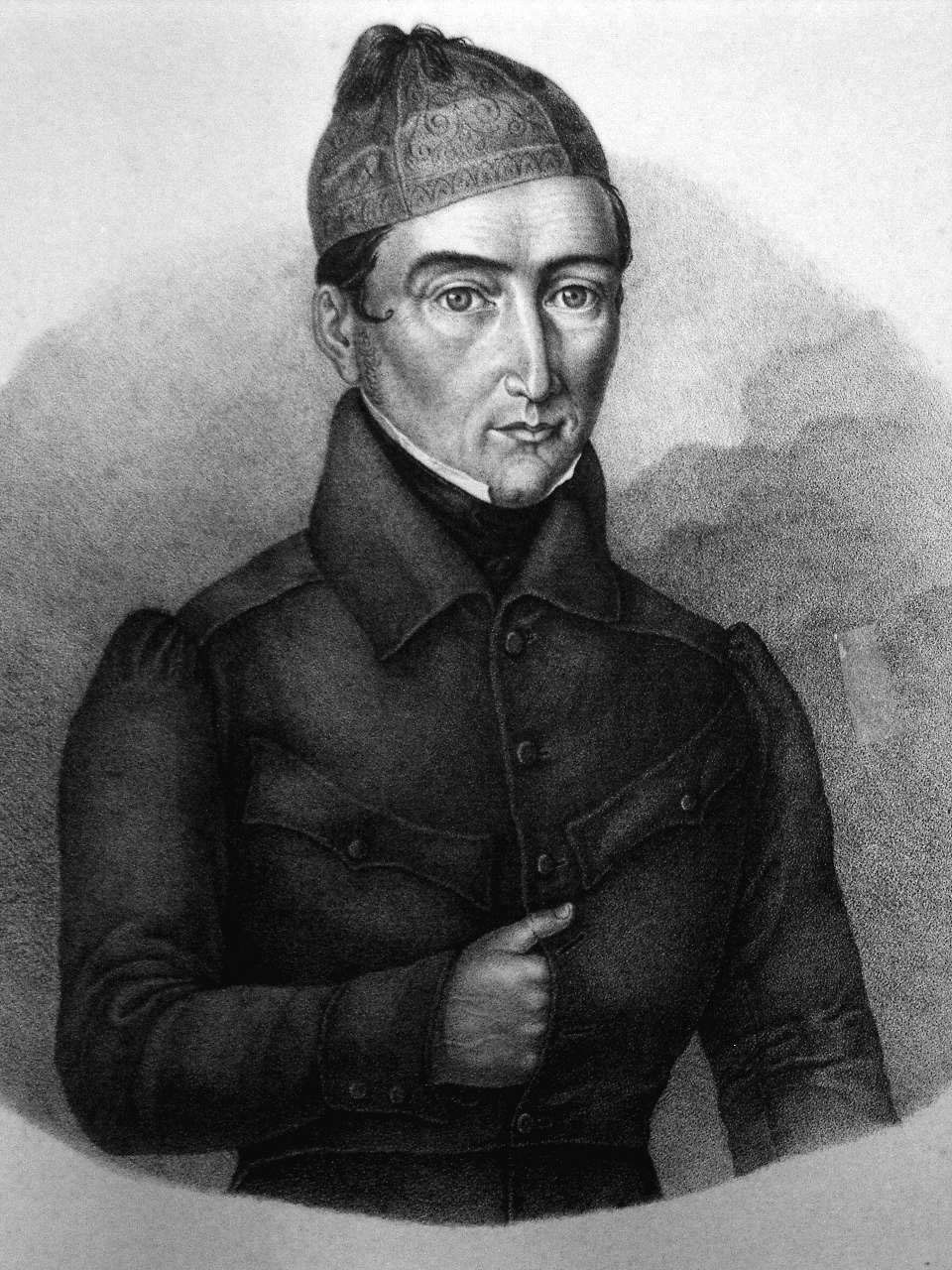
Franz Fürst zu Hohenlohe-Schillingsfürst

Franz Joseph Karl Conrad Fürst zu Hohenlohe-Schillingsfürst (* 26. November 1787 in Kupferzell; † 14. Januar 1841 in Corvey) war ein deutscher Standesherr und Mitglied der Kammer der Reichsräte des Königreichs Bayern.

## Abstammung
Fürst Franz war ein Sohn des Fürsten Karl Albrecht II. zu Hohenlohe-Waldenburg-Schillingsfürst (1742–1796) und seiner zweiten Frau, der geborenen Freiin Judith Reviczky von Revisnye (1751–1836).

## Leben
Von seinem Vater erbte Fürst Franz das Schloss Schillingsfürst und begründete somit die bayerische Linie Schillingsfürst des alten fränkischen hochadligen Hauses Hohenlohe. Mit dem Untergang des Heiligen Römischen Reichs wurden sämtliche Territorien des Hauses Hohenlohe mediatisiert und fielen 1806 zum größten Teil an das Königreich Württemberg und zu einem kleineren Teil an das Königreich Bayern. Fürst Franz’ Erbe gehörte zu jenem Teil, der 1806 unter die bayerische Souveränität geraten war. Als mediatisierter Fürst blieb er jedoch Grundherr und Gutsbesitzer in Mittelfranken und hatte zudem Güter in Böhmen, Preußen und Russland. Als Standesherr gehörte er von 1819 bis 1840 der Ersten Kammer der Bayerischen Ständeversammlung, der sogenannten Kammer der Reichsräte, an. Außerdem war er Major à la suite der Bayerischen Armee. 
Von großer Bedeutung für die weitere Geschichte seines Hauses war die Ehe seiner Schwägerin, Prinzessin Elisabeth zu Hohenlohe-Langenburg (1790–1830), mit dem Landgrafen Victor Amadeus von Hessen-Rotenburg. Da dieser 1834 ohne Nachkommen starb, vererbte er seine außerhessischen Besitzungen Ratibor und Corvey mit Testament von 1825 seinem Neffen Victor, dem Erbprinzen zu Hohenlohe-Schillingsfürst, der jedoch erst 1840 volljährig wurde. Somit übernahm Fürst Franz als Vormund seines Sohnes die Verwaltung dieses Erbes. Im Herbst 1834 siedelte die gesamte Familie des Fürsten Franz nach Corvey über. Das Fürstentum geht auf das reichsunmittelbare Stift Corvey in Westfalen zurück, das Herzogtum Ratibor lag in Oberschlesien. Das Anwesen in Schlesien umfasste 34.000 Hektar und bestand hauptsächlich aus Wäldern.  Im Jahre 1840 nahm Erbprinz Viktor mit seiner Volljährigkeit 1840 unter Verzicht auf seine Schillingsfürster Erbansprüche den Titel Herzog von Ratibor und Fürst von Corvey an. In einem Erbvertrag hatten die Söhne von Fürst Franz zunächst den Nachlass des Vaters und des Oheims so aufgeteilt, dass Viktor das Herzogtum Ratibor, Chlodwig als zweiter Majoratsherr mit dem Titel Prinz von Ratibor und Corvey das Fürstentum Corvey und Philipp Ernst das Fürstentum Schillingsfürst bekam. Als Fürst Philipp Ernst bereits im Mai 1845 starb, übernahm Fürst Chlodwig das väterliche Stammhaus Schillingsfürst in Mittelfranken und trat das Fürstentum Corvey an den Herzog von Ratibor ab. Somit wurde Fürst Franz Stammvater sowohl des preußischen Hauses Ratibor-Corvey als auch des bayerisch-österreichischen Hauses Hohenlohe-Schillingsfürst.

## Familie
Am 29. März 1815 heiratete der katholische Fürst Franz in Schillingsfürst die evangelische Prinzessin Caroline Friederike Constanze zu Hohenlohe-Langenburg (1792–1847), eine Tochter des Fürsten Karl Ludwig zu Hohenlohe-Langenburg und der Amalie Henriette, geborene Gräfin zu Solms-Baruth. Aus der Ehe gingen folgende Kinder hervor:
- Therese Amalie Judith, Prinzessin zu Hohenlohe-Schillingsfürst (1816–1891), seit 1840 verheiratet mit Fürst Friedrich Karl I. zu Hohenlohe-Waldenburg-Schillingsfürst
- Victor, Erbprinz zu Hohenlohe-Schillingsfürst (1818–1893), Herzog von Ratibor, Fürst zu Corvey
- Chlodwig, Prinz zu Hohenlohe-Schillingsfürst (1819–1901), seit 1845 Fürst zu Hohenlohe-Schillingsfürst, bayerischer Ministerpräsident und deutscher Reichskanzler
- Philipp Ernst, Prinz zu Hohenlohe-Schillingsfürst (1820–1845), seit 1841 Fürst zu Hohenlohe-Schillingsfürst
- Amalie Adelheid, Prinzessin zu Hohenlohe-Schillingsfürst (1821–1902), heiratete 1857 entgegen dem Wunsch der Eltern den Porträtmaler Richard Lauchert
- Gustav Adolf, Prinz zu Hohenlohe-Schillingsfürst (1823–1896), Kardinal
- Joseph, Prinz zu Hohenlohe-Schillingsfürst (1824–1827)
- Konstantin, Prinz zu Hohenlohe-Schillingsfürst (1828–1896), k.u.k. Erster Obersthofmeister und General der Kavallerie
- Elise Adelaide Caroline Clotilde Ferdinande, Prinzessin zu Hohenlohe-Schillingsfürst (1831–1920), heiratete 1868 Prinz Karl zu Salm-Horstmar

Die Söhne wurden im katholischen Glauben des Vaters, die Töchter im evangelischen Glauben der Mutter erzogen.

## Grabstätte
Fürst Franz fand seine letzte Ruhe zunächst in der Gruft unter der Benediktus-Kapelle, die sich hinter der Abteikirche von Corvey befindet. Im Jahre 1998 wurde sein Sarg und der seiner Frau Constanze aus der Benediktus-Kapelle in die neu angelegte Familiengruft im Friedgarten des Schlosses Corvey überführt. Weitere 16 Mitglieder des Hauses Ratibor und Corvey, die bis 2006 in der Familiengruft in Rauden lagen, wurden ebenfalls zur neuen Familiengruft in Corvey überführt, darunter auch der Sarg von Herzog Victor I. von Ratibor.